# يوردي رينا
يوردي رينا (بالإسبانية: Yordy Reyna)‏ (17 سبتمبر 1993 بيرو - ) هو لاعب كرة قدم بيروفي، يلعب كمهاجم.

## وصلات خارجية
يوردي رينا على موقع الدوري الأمريكي (الإنجليزية)
- يوردي رينا على موقع قاعدة بيانات كرة القدم.إي يو (الإنجليزية)
- يوردي رينا على موقع ناشيونال فوتبول تيمز (الإنجليزية)
- يوردي رينا على موقع Soccerbase.com (لاعب) (الإنجليزية)
- يوردي رينا على موقع Soccerway.com (الإنجليزية)
- يوردي رينا على موقع عالم كرة القدم.نت (الإنجليزية)
- يوردي رينا على موقع AS.com (الإسبانية)